# Södra Kvarnetjärnet
Södra Kvarnetjärnet är en sjö i Bengtsfors kommun i Dalsland och ingår i Göta älvs huvudavrinningsområde.